# 保羅斯伯勒 (新澤西州)
保羅斯伯勒（英語：Paulsboro）是位於美國新澤西州格洛斯特縣的自治市鎮。

## 人口
根據2020年美國人口普查的數據，保羅斯伯勒的面積為6.81平方千米，當中陸地面積為4.98平方千米，而水域面積為1.83平方千米。當地共有人口6196人，而人口密度為每平方千米910人。